# Hanawa
Hanawa (塙町?) è una cittadina giapponese della prefettura di Fukushima.